# Malleostemon pedunculatus
Malleostemon pedunculatus är en myrtenväxtart som beskrevs av John William Green. Malleostemon pedunculatus ingår i släktet Malleostemon och familjen myrtenväxter. Inga underarter finns listade i Catalogue of Life.